# Kurarua brevipes
Kurarua brevipes là một loài bọ cánh cứng trong họ Cerambycidae.